# اوزون‌میشه

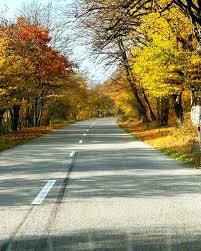
uzunmeshe

اوزون‌میشه (به لاتین: Uzunmeşə) یک منطقه مسکونی در جمهوری آذربایجان است که در شهرستان قوبا واقع شده‌است. اوزون‌میشه ۲۳۲ نفر جمعیت دارد.

## جغرافیا
این دهکده به نام انگلیسی خود یعنی Long Forest در میان انگلیسی‌زبانان معروف است و دارای اقامتگاهی تفریحی با همین نام است. این شهرک چشمه‌ها و مناظر زیبایی دارد. اوزون‌میشه در ۲۶ کیلومتری شمال‌شرقی قوبا واقع شده‌است.

## دین
در مسجد جامع این روستا یک هیئت مذهبی وجود دارد.